# مجموعه کامل ضبط‌های استودیویی (آلبوم آبا)
| بررسی انتقادی            | بررسی انتقادی |
| منبع                     | رتبه‌بندی      |
| ------------------------ | ------------- |
| آل‌میوزیک                 | [ ۱ ]         |
| دانشنامه موسیقی عامه‌پسند | [ ۲ ]         |
| یاهو! میوزیک             | [ ۳ ]         |

مجموعه کامل ضبط‌های استودیویی (انگلیسی: The Complete Studio Recordings) یک کلکسیون جعبه‌ای از ترانه‌های ابرگروه سوئدی موسیقی پاپ آبا است که در ۷ نوامبر ۲۰۰۵ منتشر شد و مشتمل بر ۹ لوح فشرده و ۲ دی‌وی‌دی است.

## فهرست ترانه‌ها

### سی‌دی ۱:رینگ رینگ(۱۹۷۳)
1. «رینگ رینگ»
2. «شهری دیگر، قطاری دیگر»
3. «سرخوردگی»
4. «آدمیزاد نیازمند عشق است»
5. «در آینه دیدمش»
6. «نینا، بالرین زیبا»
7. «عاشقی آسان نیست (اما یقیناً به‌قدرِ کافی دشوار است)»
8. «من و بابی و برادر بابی»
9. «او برادر توست»
10. «این همان دختر مورد علاقه من است»
11. «من دختری بیش نیستم»
12. "گروه راک اند رول"

ترانه‌های اضافی
1. «رینگ رینگ (فقط اگه زنگ می‌زدی)» (نسخهٔ سوئدی «رینگ رینگ»)
2. «اوه، در چنین مواقعی»
3. «چرخِ گردان»
4. «سانتا رُزا»
5. «رینگ رینگ» (نسخهٔ اسپانیایی)
6. «آنکه در اتاقِ انتظارِ عشق ایستاده‌است» (نسخهٔ آلمانی ترانهٔ «شهری دیگر، قطاری دیگر»)
7. «رینگ رینگ» (نسخهٔ آلمانی)

### سی‌دی ۲:واترلو (آلبوم)(۱۹۷۴)
1. «واترلو (ترانه آبا)»
2. «نشسته در پام‌تری»
3. «ترانه کینگ کونگ»
4. «خدا نگهدار»
5. «مامانم گفت»
6. «برقص (تا موقعی که موسیقی برقراره)»
7. «هانی، هانی»
8. «مراقب باش»
9. «لیوینگستون چطور؟»
10. «ترانه عاشقانه‌ام را برایت خواهم خواند»
11. «سوزیِ پرسه‌زن»

ترانه‌های اضافی
1. «رینگ رینگ» (نسخهٔ ریمیکس ۱۹۷۴ آمریکا)
2. «واترلو» (نسخهٔ سوئدی)
3. «هانی، هانی» (نسخهٔ سوئدی)
4. «واترلو» (نسخهٔ آلمانی)
5. «خدا نگهدار» (نسخهٔ اسپانیایی)
6. «رینگ رینگ» ((نسخهٔ ریمیکس ۱۹۷۴ بریتانیا)
7. «واترلو» (نسخهٔ فرانسوی)

### سی‌دی ۳:آبا(۱۹۷۵)
1. «ماما میا»
2. «هی، هی هلن»
3. «سرزمین گرمسیری عشق»
4. «اس‌اواس»
5. «مرد میانی»
6. «بنگ-ئه-بومرنگ»
7. «دارم، دارم، دارم، دارم، دارم»
8. «سرخوشم کن»
9. «اینترمتزو شماره ۱»
10. «چشم‌به‌راهت بوده‌ام»
11. «خداحافظ (ترانه آبا)»

ترانه‌های اضافی
1. «دنیای دیوانه»
2. «آهنگ مختلط: یک گلوله پنبه بچین/بر فراز کوه اولد اسموکی/قطار میدنایت اسپشیال» (ریمیکس ۱۹۷۸)
3. «ماما میا» (نسخهٔ اسپانیایی)

### سی‌دی ۴:ورود(۱۹۷۶)
1. «وقتی معلم را بوسیدم»
2. «ملکه رقصان»
3. «عشق من، زندگی من»
4. «دام دام دیدل»
5. «شناختن خودم، شناختن تو»
6. «پول، پول، پول»
7. «من آنم»
8. «چرا می‌بایست من باشم؟»
9. «ببر»
10. «ورود»

ترانه‌های اضافی
1. «فرناندو» (از آلبوم برترین ترانه‌های پرطرفدار - ۱۹۷۵)
2. «هاوایی شادمان» (نسخهٔ اولیهٔ «چرا می‌بایست من باشم؟»)
3. «ملکه رقصان» (نسخهٔ اسپانیایی «ملکه رقصان»)
4. «شناخت من، شناخت تو» (نسخهٔ اسپانیایی "شناختن خودم، شناختن تو")
5. «فرناندو» (نسخهٔ اسپانیایی)

### سی‌دی ۵:آبا: آلبوم(۱۹۷۷)
1. «عقاب»
2. «شانست را با من امتحان کن»
3. «یک مرد، یک زن»
4. «هدف اساسی»
5. «حرکت کن»
6. «خدشه بر روحت»

دختر موطلایی: سه صحنه از مینی-موزیکال
1. «به‌خاطر موسیقی سپاسگزارم»
2. «مانده‌ام که آیا (کوچ)»
3. «من یک خیمه‌شب‌باز هستم»

ترانه‌های اضافی
1. «حین حرکت» (نسخهٔ اسپانیایی «حرکت کن»)
2. «بابت موسیقی ممنونم» (نسخهٔ اسپانیایی «به‌خاطر موسیقی سپاسگزارم»)

### سی‌دی ۶:آیا می‌خواهی(۱۹۷۹)
1. «مثل روز اول نو»
2. «آیا می‌خواهی»
3. «رؤیایی دارم»
4. «چشمان بی‌گناه زیبا»
5. «پادشاه تاجش را از دست داده‌است»
6. «مادرت می‌داند؟»
7. «اگر شب‌ها نبودند»
8. «چیکیتیتا»
9. «عشـاق (کمی بیشتر زنـدگی می‌کنند)»
10. «بوسه‌های آتشین»

ترانه‌های اضافی
1. «شهر شب تابستانی» (از آلبوم برترین ترانه‌های پرطرفدار ۲ - ۱۹۷۹)
2. «نور عشق»
3. «بده! بده! بده! (مـردی را پس از نیمه‌شب)» (از آلبوم برترین ترانه‌های پرطرفدار ۲ - ۱۹۷۹)
4. «خواب می‌بینم که» (نسخهٔ اسپانیایی «رؤیایی دارم»)
5. «چیکیتیتا»(نسخهٔ اسپانیایی)
6. «¡بهم بده! ¡بهم بده! ¡بهم بده!» (نسخهٔ اسپانیایی «بده! بده! بده! (مردی را پس از نیمه‌شب)»)

### سی‌دی ۷:سوپر تروپر(۱۹۸۰)
1. «سوپر تروپر»
2. «همه‌چیز به برنده تعلق دارد»
3. «حالا حالاها»
4. «آندانته، آندانته»
5. «من و خودم»
6. «سال نو مبارک»
7. «آخرین تابستانمان»
8. «نی‌نواز»
9. «تمام عشقت را تقدیم من کن»
10. «سوپر تروپر»

ترانه‌های اضافی
1. «اِلِـین»
2. «آندانته، آندانته» (نسخهٔ اسپانیایی)
3. «عید مبارک» (نسخهٔ اسپانیایی «سال نو مبارک»)

### سی‌دی ۸:دیدارکنندگان(۱۹۸۱)
1. «دیدارکنندگان»
2. «پرتوان و باشتاب»
3. «وقتی همه تلاشمان را کردیم»
4. «سربازان»
5. «می‌گذارم موسیقی بیان کند»
6. «یکی از ما»
7. «یکی بخر، دو تا ببر»
8. «از کف می‌دهم»
9. «چون فرشته‌ای که از اتاقم می‌گذرد»

ترانه‌های اضافی
1. «بخندم یا گریه کنم»
2. «کسی مقصر نیست» (نسخهٔ اسپانیایی «وقتی همه تلاشمان را کردیم»)
3. «داره ازم فرار میکنه» (نسخهٔ اسپانیایی «از کف می‌دهم»)

ترانه‌هایی از آلبوم تک‌آهنگ‌ها: ده سال نخست (۱۹۸۲)
1. «روز پیش از آشنایی با تو»
2. «کاساندرا»
3. «تحت حمله»
4. «یکی به من بدهکاری»

### سی‌دی ۹:کمیاب‌ها
1. «واترلو» (میکس جایگزین متفاوت)
2. «آهنگ مختلط: یک گلوله پنبه بچین/بر فراز کوه اولد اسموکی/قطار میدنایت اسپشیال» (میکس اصلی ۱۹۷۵)
3. «به‌خاطر موسیقی سپاسگزارم» (نسخهٔ دوریس دی)
4. «شهر شب تابستانی» (نسخهٔ کامل)
5. «نور عشق» (میکس جایگزین متفاوت)
6. «دنیایی رویایی»
7. «آیا می‌خواهی» (ریمیکس طولانی‌تر)
8. «حالا حالاها» (نسخهٔ کامل)
9. «کلاه سفیدت را بر سر بگذار»
10. «من آن شهرم»
11. آبا، حذف‌نشده: دلقک بزدل / شهر شب تابستانی (نسخهٔ اولیه) / شانست را با من امتحان کن (نسخهٔ بی‌کلام اولیه) / عزیزم (نسخهٔ اولیهٔ «سرخوشم کن») / تنها یک خیال / ریکی راک اند رولر / سوزاندن پل‌های پشت سرم / فرناندو (نسخهٔ سوئدی اولیه اجراشده توسط آنی-فرید) / روبی جیمی وارد می‌شود / هملت ۳ قسمت اول و دوم / آزاد و رها همچون زنبور گرده‌افشان / رابربال من / گریه به‌خاطر تو / دقیقاً همونطوری / اهدای اندکی بیش

### دی‌وی‌دی ۱:ویدئوها
1. «رینگ رینگ»
2. «واترلو»
3. «ماما میا»
4. «اس‌اواس»
5. «بنگ-ئه-بومرنگ»
6. «دارم، دارم، دارم، دارم، دارم»
7. «فرناندو»
8. «ملکه رقصان»
9. «پول، پول، پول»
10. «شناختن خودم، شناختن تو»
11. «من آنم»
12. «هدف اساسی»
13. «شانست را با من امتحان کن»
14. «عقاب»
15. «یک مرد، یک زن»
16. «به‌خاطر موسیقی سپاسگزارم»
17. «شهر شب تابستانی»
18. «چیکیتیتا»
19. «مادرت می‌داند؟»
20. «آیا می‌خواهی»
21. «آیا می‌خواهی»
22. «رؤیایی دارم»
23. «سوپر تروپر»
24. «همه‌چیز به برنده تعلق دارد»
25. «حالا حالاها»
26. «سال نو مبارک»
27. «تمام عشقت را تقدیم من کن»
28. «پرتوان و باشتاب»
29. «وقتی همه تلاشمان را کردیم»
30. «یکی از ما»
31. «روز پیش از آشنایی با تو»
32. «تحت حمله»

ویدئوهای اضافی
1. «خواب می‌بینم [که]»
2. «عید مبارک»
3. «کسی مقصر نیست»
4. «ملکه رقصان» (نسخهٔ ۱۹۹۲)
5. «آخرین ویدئو»

### دی‌وی‌دی ۲: «تاریخچه» و «اجرای زنده در آوریل ۱۹۸۱»
- تاریخچه
  - فیلم مستند (نخستین بار در دی‌وی‌دی آبا گلد: برترین ترانه‌های محبوب)
- اجرای زنده در آوریل ۱۹۸۱
  - منتخبی از آخرین کنسرت آبا که نخستین بار در ویژه‌برنامهٔ تلویزیونی دیک کَویـت با آبا دیدار می‌کند منتشر شده بود.

1. «بده! بده! بده! (مـردی را پس از نیمه‌شب)»
2. «سوپر تروپر»
3. «یکی بخر، دو تا ببر»
4. «از کف می‌دهم»
5. «حالا حالاها»

## جداول موسیقی
| جدول (۲۰۰۸–۲۰۰۶)   | بالاترین رتبه |
| ------------------ | ------------- |
| دانمارک (هیت‌لیستن) | ۶             |